# Muero de amor por ti
«Muero de amor por ti» es un sencillo del grupo argentino Bandana, creado para ser parte de la BSO de la película "Lilo & Stitch". Se ha convertido en uno de los temas más populares de la banda. Este tema no está incluido en ningún álbum de Bandana. A excepción de la edición europea de Vivir intentando, así como en la BSO de la película.

## Versiones
La versión original de este tema se llama "Can't Help Falling in Love", escrito por Elvis Presley, luego fue utilizado para la película Lilo & Stitch de Disney, siendo traducido para países de habla hispana a su versión Muero de amor por ti, interpretado por el grupo pop argentino Bandana, esta versión fue traducida por Valeria Gastaldi, Ivonne Guzman y Afo Verde.
- Datos: Q6025812